# Azet.sk
Azet.sk — словацький інтернет-портал. До 31 травня 2016 року ним керувала компанія Azet.sk a.s. зі штаб-квартирою в Жиліні, яка припинила своє існування через злиття з компанією Ringier Axel Springer Slovakia, a.s. Під управлінням компанії знаходиться понад 20 інтернет-послуг.

## Історія
Короткий огляд історії порталу компанії Azet.sk:
- 1997 — Мілан Дубец запускає Zoznamka — першу службу знайомств у словацькому Інтернеті.[3]
- 1999 - Запуск Pokec.sk
- 2000 - Створена компанія Azet.sk, a.s.
  - Радіо «Fun» також використовувало для сеансу знайомств назву «Zoznamka». В інтерв’ю 2008 року Мілан Дубец стверджував, що «Zoznamka» на момент її створення (у 1997 році) не була загальноприйнятою назвою для оголошень про знайомства чи служби знайомств у газетах, тощо,[4] і тому він захистив її торгівельною маркою. Дата подання заявки в патентне відомство – 10 листопада 2000 р.[5] та 29 липня 2008 р.[6]
- 2001 - Pokec.sk став найбільш відвідуваним сайтом спільноти в Словаччині.[7]
- 2002 - створено бренд Azet.sk, який охоплює сервіси Zoznamka і Pokec.
- 2003 - запущена електронна пошта від Azet.
- 2004 - комерційним директором компанії стає Роман Дзямко.
- 2005 - Azet.sk проходить редизайн, запускає інтернет-каталог компаній, веб-сайт новин Aktuality.sk і Sport.sk.
- 2006 - Pokec зазнає свого першого серйозного редизайну.
- 2008 - Іван Дебнар, засновник компанії-конкурента Zoznam.sk, стає технічним директором; Azet інновує більшість сервісів: запуск Videoalbumy.sk і Diva.sk, придбання Autobazar.sk і подальший редизайн і запуск нової версії.
- 2009 - Марек Вацлавік стає комерційним директором; запустив mapy.azet.sk, Najmama.sk, Kalendar.sk; придбання послуг Slovnik.sk і Horoskopy.sk; початок співпраці з Meteo.sk і Reality.sk.
- 2010 рік
  - У новорічну ніч хакер igigi оголосив, що отримав базу даних Azet.sk (з понад 7 мільйонами записів) і знає паролі до 92% усіх облікових записів на Azet.sk. Про це свідчить, серед іншого, зазначення паролів власників Мілана Дубеца, Кароля Гоголяка та Романа Джамека. Однак компанія Azet підтвердила правдивість інформації, опублікованої хакером на Новий рік, у своїй оцінці ситуації в цілому і не заперечувала жодної конкретної інформації.[8]
  - Azet купує компанію CPress Media - оператора «Žive.sk» і «Mobilmania.sk»; придбання рекламного сервісу «Hyperinzercia.sk» з подальшим його редизайном і перейменуванням на «Bazar.sk».
  - У грудні 2010 року компанія Ringier Axel Springer придбала 70 відсотків акцій Azet.sk за нерозголошену суму, яка перевищувала 35 мільйонів євро. Директор Мілан Дубец має 15 відсотків акцій, а керівники відділів Кароль Гоголак, Роман Джамко та Марек Вацлавік мають по 5 відсотків, які також зможуть зберегти керівний контроль навіть після продажу.[9]
- 2011 - створено дисконтний портал Zlavy.sk, який до кінця року стає агрегатором знижок.
- 2012 - Запуск порталу Nehnutelnosti.sk з рекламою нерухомості; Cas.sk – вебсайт словацької щоденної газети Nový Čas – переживає редизайн.
- 2013 - запуск реклами нерухомості Byty.sk.
  - Березень - запуск системи онлайн-замовлення та доставки їжі Bistro.sk.
  - Травень - придбання першого автобазару в Словаччині, Autovia.sk (заснована в 1999 році)
  - Червень - придбання SuperDeal.sk.
- 2015 рік
  - створення окремої компанії United Classifieds, s.r.o. (UC) для рекламного бізнесу.[10]
  - продаж 40% акцій United Classifieds, s.r.o. News and Media Holding, а UC контролює компанію, яка володіє порталом Reality.sk.[11]
- 1.6.2016 - Злиття Azet.sk, a.s. та Ringier Axel Springer Slovakia, a.s.[12]
- 2017 - придбання конкурентоспроможної служби доставки DajmeJedlo.sk.[13]
- У листопаді 2017 року було оголошено про придбання порталів Autobazar.EU і Topreality.sk, які купила дочірня компанія United Classifieds.

За даними «IAB Slovakia», за перше півріччя 2024 року, azet.sk було відвідано 1.523.621 разів.
У 2015 році оборот компанії склав 14 мільйонів євро.